# 陳傳興
陳傳興（1952年—）是一位台灣的藝術家，同時身兼攝影家、藝術評論者、作家與電影創作者等身份，且長期投入於美學、影像論述、哲學，與精神分析等領域。

## 簡歷

### 學術經歷
陳傳興於1976年畢業於輔仁大學大眾傳播學系之後赴法國巴黎第三大學戲劇系進修，並於1979年畢業後進入同校現代文學電影所研讀，於次年取得碩士學位。陳傳興在接下來的數年間留在巴黎並進入社會科學高等學院專攻語言學博士。在1985年取得博士學位之後，陳傳興回到台灣，進入了台灣藝術學院美術系及戲劇系。往後進入了台灣研究院民族學研究所進行後博士研究，對魯凱族的原始藝術進行調查。1989年至2012年間，陳傳興於清華大學文學研究所研讀。

### 職業生涯
陳傳興長期於美學、影像論述、哲學，以及精神分析領域耕耘。他本身同時是作家、藝術評論學者與電影創作者。此外，陳傳興亦有涉足攝影，但自1975年《蘆洲浮生圖》展後便淡出了台灣攝影圈。陳傳興的攝影作品主題廣泛，包括了台北車站來來往往的旅客、戲班子在幕前與幕後的對比，也曾到蘭嶼拍攝重刑犯。對於紀實攝影，他表示「每個時代有其美學、價值觀與世界觀」。陳傳興特別推崇過去綠色小組投入社運的紀實作品，他認為「把生命擺在前面而不是意識形態，影像會有其自主性和生命，而非只是附屬品。」1990年代後半，陳傳興為了出版尚·拉普朗虛的書《精神分析辭彙》（Vocabulaire de la psychanalyse），之後為了處理翻譯、編輯、印刷等事務，遂於1988年成立了行人出版社。

## 榮譽
- 2012年：獲頒法國藝術與文學勳位軍官勳章[6]
- 2013年：《如霧起時》獲休士頓國際影展影視製作文化類白金獎[7]

## 作品

### 著作
- 《憂鬱文件》（1992年），雄獅圖書，台北 ，台灣[8]
- 《道德不能罷免》（2006年），如果出版社，台北，台灣
- 《銀鹽熱》（2009年），行人文化實驗室，台北，台灣[9]
- 《木與夜孰長》（2015年），行人文化實驗室，台北，台灣
- 《銀鹽熱: 21 世紀影像啟示錄》，廣西師範大學出版社 , 廣西，中國
- 攝影集《未有燭而後至》，行人文化實驗室，台北，台灣
- 攝影集《未有燭而後至》，光明日報出版社，北京，中國
- 《岸螢》（2020年），中信大方，上海，中國
- 《夕露帖》（2023年）

### 紀錄片
- 1978–1980　《阿坤》，16mm，45 分鐘
- 1979　《移民》，Beta，45 分鐘
- 1993　《鄭在東》，Super VHS，45 分鐘
- 2010　《他們在島嶼寫作》文學大師系列電影（監製）
- 《如霧起時》（執導）
- 《化城再來人》（執導）[10]
- 2020　《掬水月在手》— 葉嘉瑩傳記紀錄片[11]

## 外部連結
相關報導
- 影像為影像本身：論「借光：陳傳興攝影展」個人精神史第二部 - 攝影之聲 （页面存档备份，存于）